# Bachhaus Köthen
Das Bachhaus Köthen ist das Wohnhaus des Komponisten Johann Sebastian Bach während seines Aufenthaltes 1717 bis 1723 in Köthen (Anhalt).
Mit großer Wahrscheinlichkeit wohnte er zunächst von Dezember 1717 bis 1719 in der Schalaunischen Straße 44, bis der Neubau Wallstraße 25/26 fertig war, dann zog er in diesen Neubau.
Köthen hatte demnach zwei Bachhäuser. Heute steht in der Schalaunischen Straße 44 ein 1968 erbautes Kaufhaus (Kontaktkaufhaus, später Fischers Kaufhaus, derzeit Drogeriemarkt und Bäckerei), das auch das Grundstück Holzmarkt 10 überbaut. Das zweite steht noch heute als Teil des Pflegeheims St. Elisabeth mitten im Köthener Barockviertel.
Seit Ende des 19. Jahrhunderts wurde nach dem Bachhaus in Köthen gesucht. Eine Studie in den Jahren 2006 bis 2008, gefördert von der Europäischen Union, trug alle verfügbaren Informationen, insbesondere aus Originaldokumenten, Literatur, dem Schossregister der Stadt Köthen, zusammen und speiste sie in ein semantisches Netz ein. Mithilfe des Ausschlussverfahrens wurden alle potentiellen Bachhäuser untersucht. Insbesondere wurde Bibliometrie eingesetzt, um Argumentationsketten von Geschichtsschreibern zu untersuchen und neu zu bewerten.

## Literatur

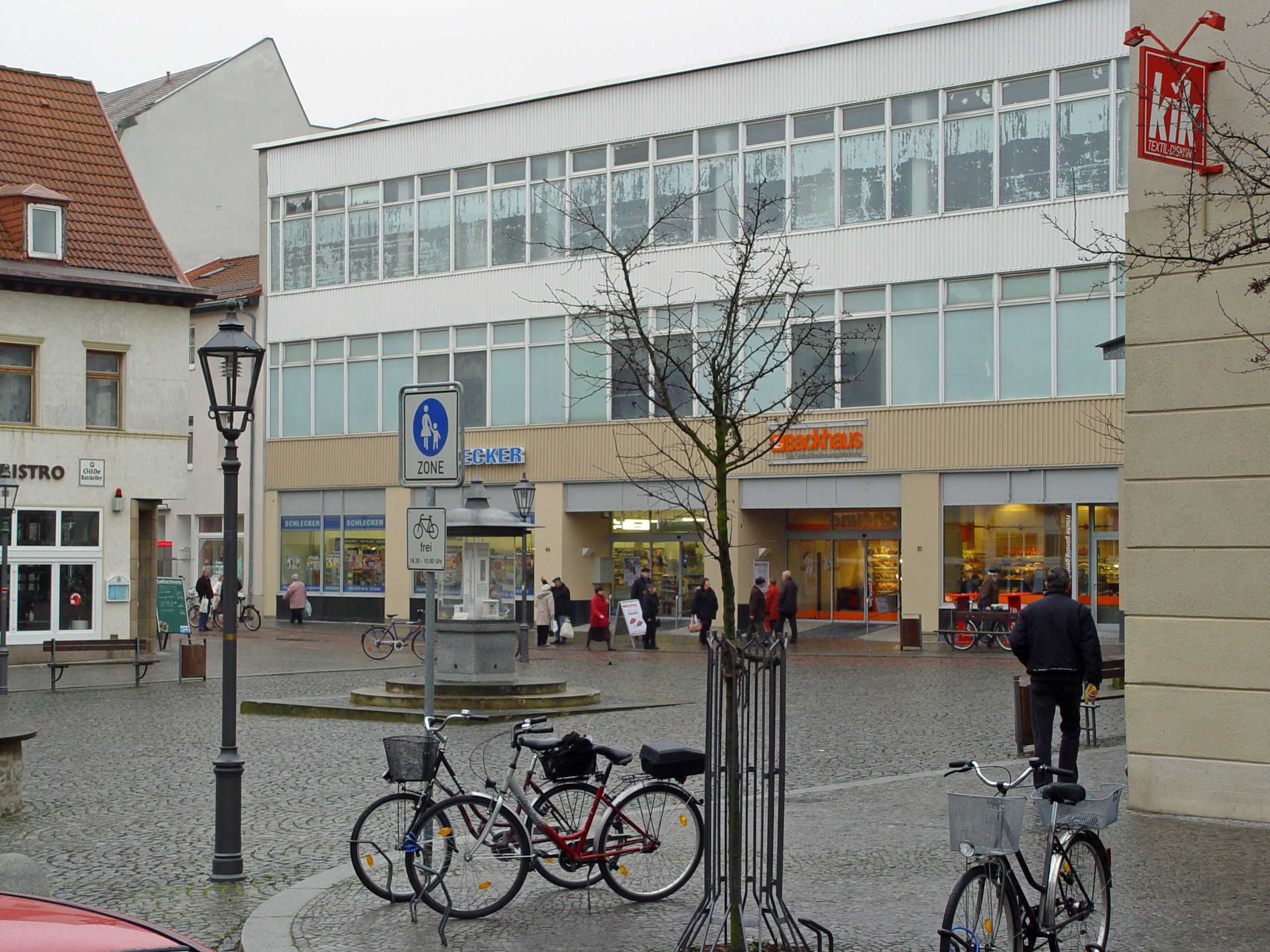
An dieser Stelle stand das erste Köthener Bachhaus
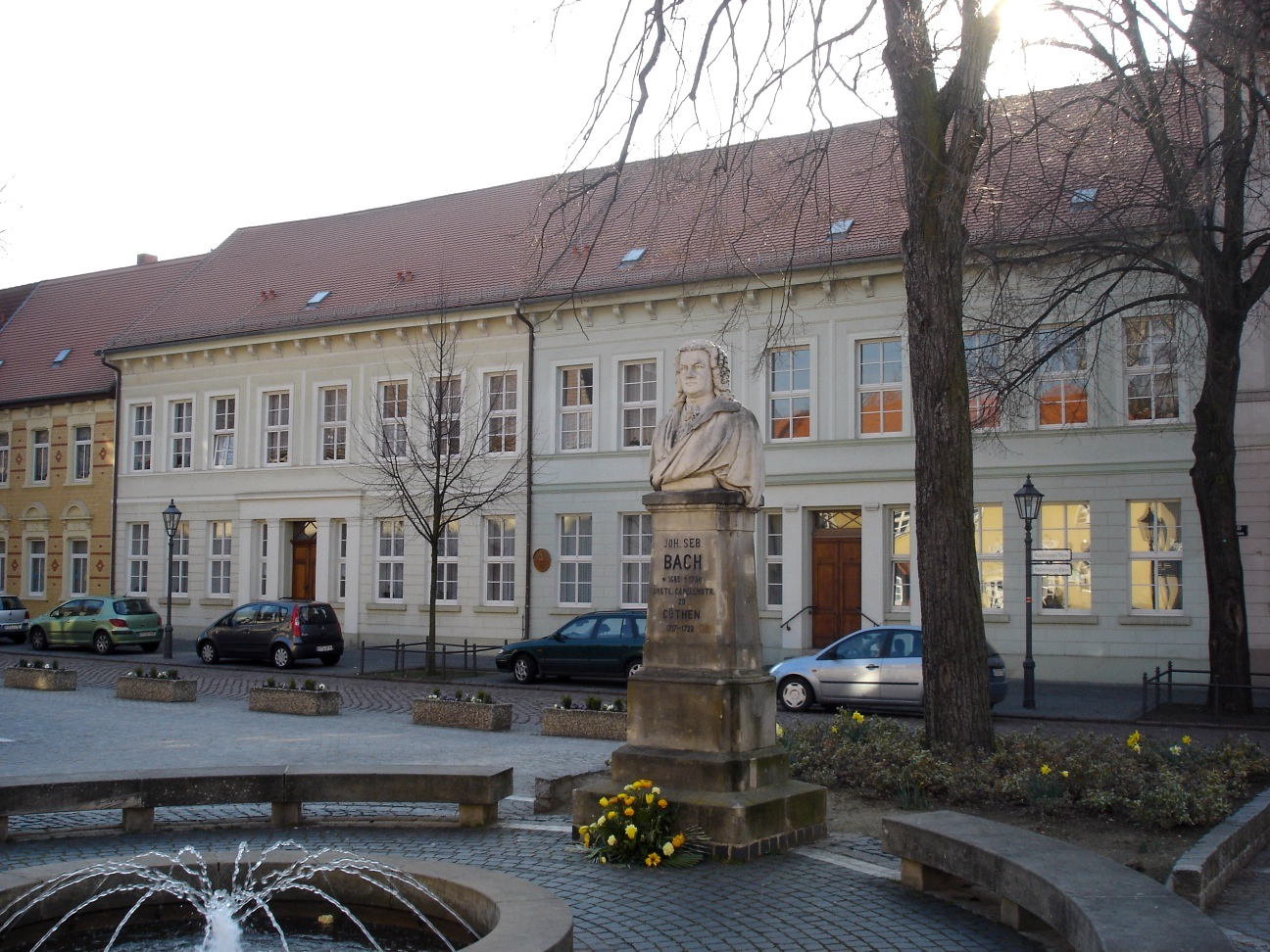
2. Köthener Bachhaus mit Bachdenkmal
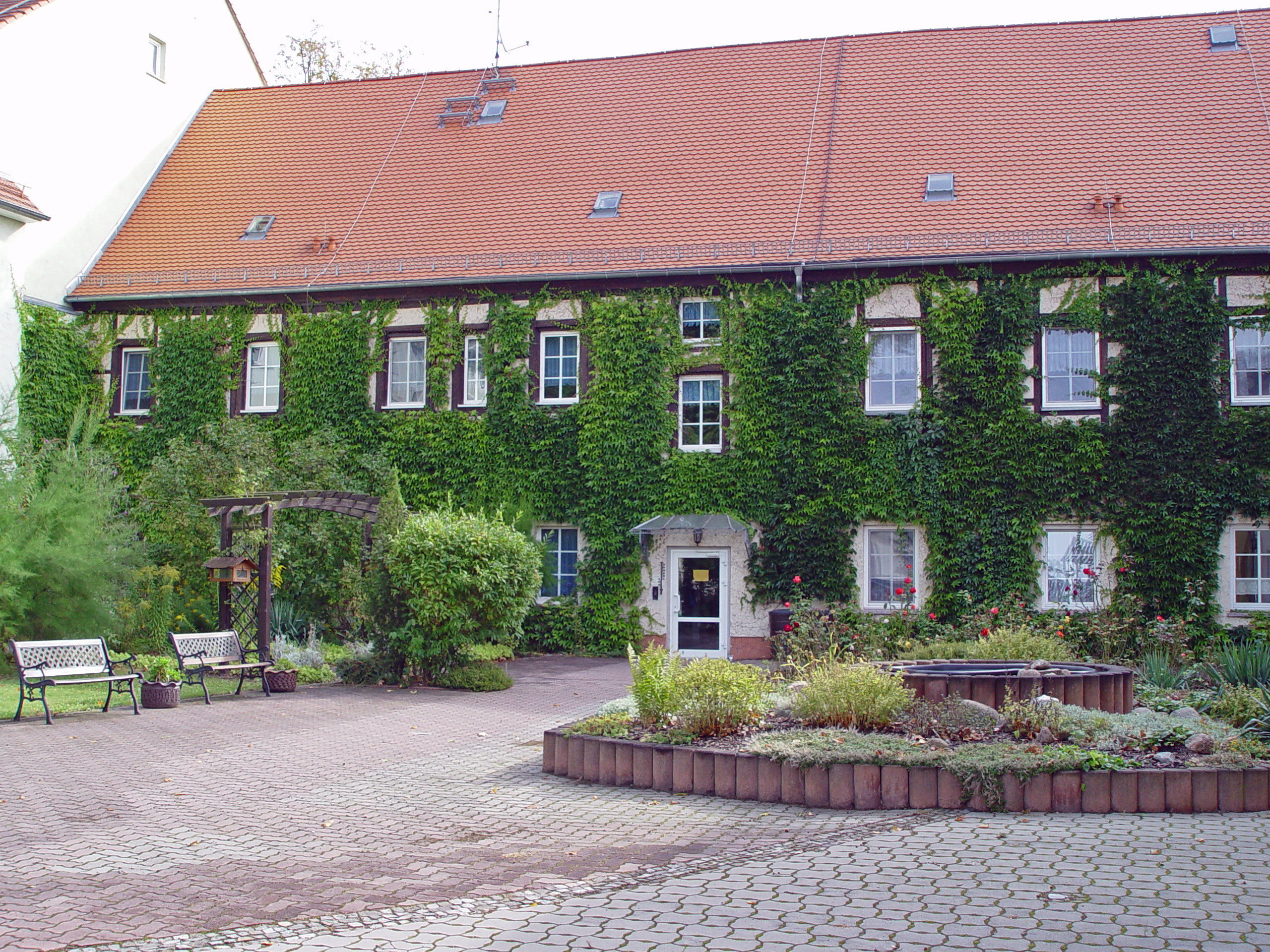
2. Köthener Bachhaus, Hofseite